# Francis Murnaghan (Mathematiker)
Francis Dominic Murnaghan (* 4. August 1893 in Omagh, Irland; † 24. März 1976 in Baltimore) war ein US-amerikanischer Mathematiker auf dem Gebiet der Angewandten Mathematik und Professor an der Johns Hopkins University.

## Leben
Sein Vater war der irische Parlamentsabgeordnete George Murnaghan, der zeitweise in den USA lebte und es dort zu Wohlstand gebracht hatte. Murnaghan studierte am University College Dublin Mathematik mit dem Bachelor-Abschluss 1913. Nachdem sein Plan, in Deutschland sein Studium fortzusetzen, wegen des Ersten Weltkriegs scheiterte, ging er an die Johns Hopkins University, an der er bei Harry Bateman studierte und 1916 bei Frank Morley promoviert wurde (The lines of electric force due to a moving electron). Er war Dozent an der Rice University, 1918 Associate Professor und 1928 Professor an der Johns Hopkins University, wo er Vorstand der Mathematikfakultät wurde und 1949 emeritiert wurde. Nach seiner Emeritierung lehrte er bis 1959 am Instituto Tecnológico de Aeronáutica bei São Paulo in Brasilien und kehrte dann nach Baltimore zurück, wo er Berater am David Taylor Model Basin der US-Navy war. Weiterhin war er wissenschaftlich aktiv mit einer letzten Veröffentlichung 1972.
Er befasste sich mit Kontinuumsmechanik (Hydrodynamik und Elastizitätstheorie) und verschiedenen anderen Gebieten der theoretischen Physik und veröffentlichte mehrere Lehrbücher in Englisch und Portugiesisch. Zwei Zustandsgleichungen in der Kontinuumsmechanik – verwendet für das Verhalten von Materie bei hohen Drücken – sind nach ihm benannt (eine zusätzlich nach dem Geophysiker Albert Francis Birch, die Zustandsgleichung von Birch-Murnaghan). Als Mathematiker interessierte er sich insbesondere für Darstellungen von Gruppen.
Er war Fellow der National Academy of Sciences, der American Philosophical Society, der Royal Irish Academy, der American Physical Society und der Brasilianischen Akademie der Wissenschaften.
Er heiratete 1919 Ada Mary Kimbell, mit der er einen Sohn – der spätere US-Bundesrichter Francis Dominic Murnaghan, Jr. (1920–2000) – und eine Tochter Patricia hatte, die Mathematik studierte und Lehrerin wurde.
Zu seinen Doktoranden gehören Earl Coddington und Philip Hartman.

## Schriften
- Vector analysis and the theory of relativity, Johns Hopkins Press 1922
- mit Joseph Sweetman Ames: Theoretical Mechanics- an introduction to mathematical physics, 1929, Reprint Dover 1958
- Introduction to Applied Mathematics, Wiley 1948
- Analytic Geometry, Prentice Hall 1946
- mit Harry Bateman, Hugh Dryden: Report of the Committee on Hydrodynamics, Washington D.C. 1932 (Report für den National Research Council, Reprint Dover 1956)
- Lectures on Applied Mathematics, 3 Bände, Spartan Books, Washington D. C. 1962:
  - The Laplace Transformation
  - Unitary and Rotation Groups
  - Calculus of Variations
- The orthogonal and symplectic groups, Dublin Institute for Advanced Study 1958
- The theory of group representations, The Johns Hopkins Press 1938, Dover 1963
- Finite deformation of an elastic solid, Wiley 1951